# Доњи Црнач
Доњи Црнач је насељено мјесто у Босни и Херцеговини у општини Широки Бријег које административно припада Федерацији Босне и Херцеговине. Према попису становништва из 1991. у насељу је живјело 804 становника.

## Становништво
| Националност       | 1991. | 1981. | 1971. |
| Хрвати             | 803   |       |       |
| Срби               | 0     |       |       |
| Муслимани          | 0     |       |       |
| Југословени        | 0     |       |       |
| остали и непознато | 1     |       |       |
| Укупно             | 804   | '     | '     |